# U-Bahn-Station Thaliastraße
Thaliastraße is een metrostation in het district Josefstadt van de Oostenrijkse hoofdstad Wenen. Het station werd geopend op 27 september 1980 en wordt bediend door lijn U6. Het station is genoemd naar de winkelstraat die in 1894 werd genoemd naar de bioscoop Thalia die hier gevestigd was.

## Geschiedenis
Op 26 januari 1968 werd besloten om een metronet aan te leggen met drie lijnen. De nadere uitwerking van het metronet, de U-Bahn-Netzvariante M uit 1970, omvatte een veel groter net met verlengingen die pas later zouden worden toegevoegd. In dit grotere net was de U6 opgenomen die ten zuiden van de Volksoper zou bestaan uit de omgebouwde Gürtellinie en kende een noordtak van de U3 die de Gürtellinie zou kruisen bij de Thaliastraße. Hier had de Gürtelinie echter geen station en om de toekomstige overstap tussen de lijnen mogelijk te maken werd tussen 1977 en 1980 het station Thaliastraße ingevoegd aan de Gürtellinie. De noordtak van de U3 kwam er echter niet omdat dat tracé werd herzien nadat in september 1981 de eerste dienst met vertakking na drie weken werd gestaakt omdat die tot grote verstoringen van de metrodienst had geleid. Het station werd aanvankelijk bediend door de lijnen G en GD, sinds 7 oktober 1989 is het onderdeel van de U6.

## Ligging en inrichting
Het station is gebouwd in de middenberm van de Gürtel tegen een helling zodat de zuidelijke perroneinden vrijwel op straatniveau liggen, terwijl aan de noordkant de Thaliastraße met een brug gekruist wordt. De kleine toegangshal onder de brug, waar ook de openbare toiletten zijn, sluit door de bakstenen bekleding nog aan bij de architectuur van Otto Wagner. De opgangen naast het oorspronkelijke Stadtbahnviaduct zijn modernere constructies uit staal en glas. De perronkappen van de beide zijperrons bestaan uit ruwe betonnen schragen en ruiten in een stalen raamwerk aan de buitenzijde. De toegangshal onder de sporen is met vaste trappen en roltrappen verbonden met de perrons. Aan de zuidkant van de perrons zijn deze toegankelijk via een hellingbaan en daarmee is het station rolstoeltoegankelijk. In juni 2014 werd groot onderhoud uitgevoerd waarbij de perrons, de toegangen en de deuren werden vernieuwd en het oude dak werd vervangen.
Onder de brug liggen de tramhaltes van lijn 16, terwijl buslijn 48A naar de Baumgartner Höhe stopt op de brug over de U6 ten zuiden van het station.

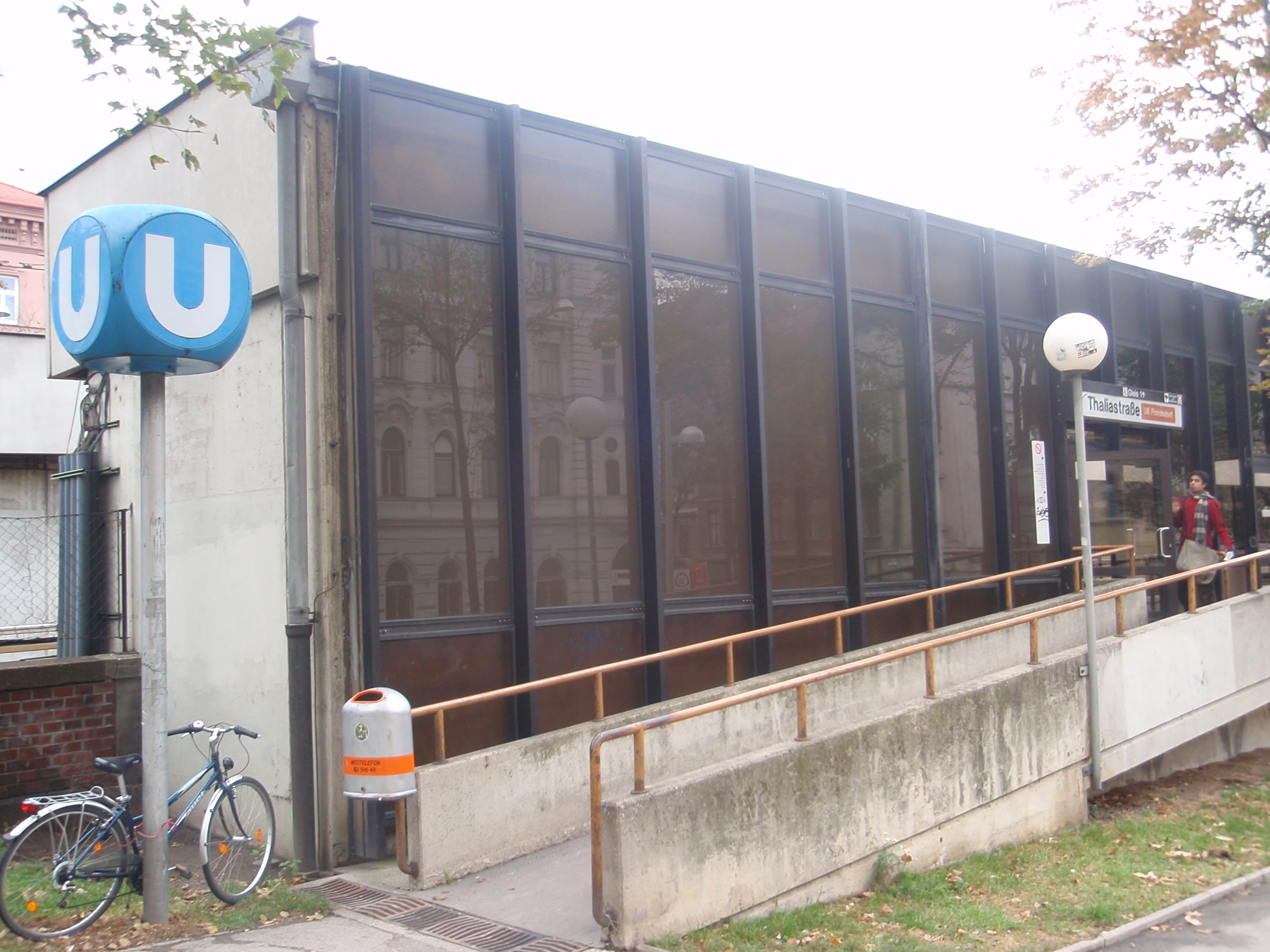
Een van de hellingbanen.
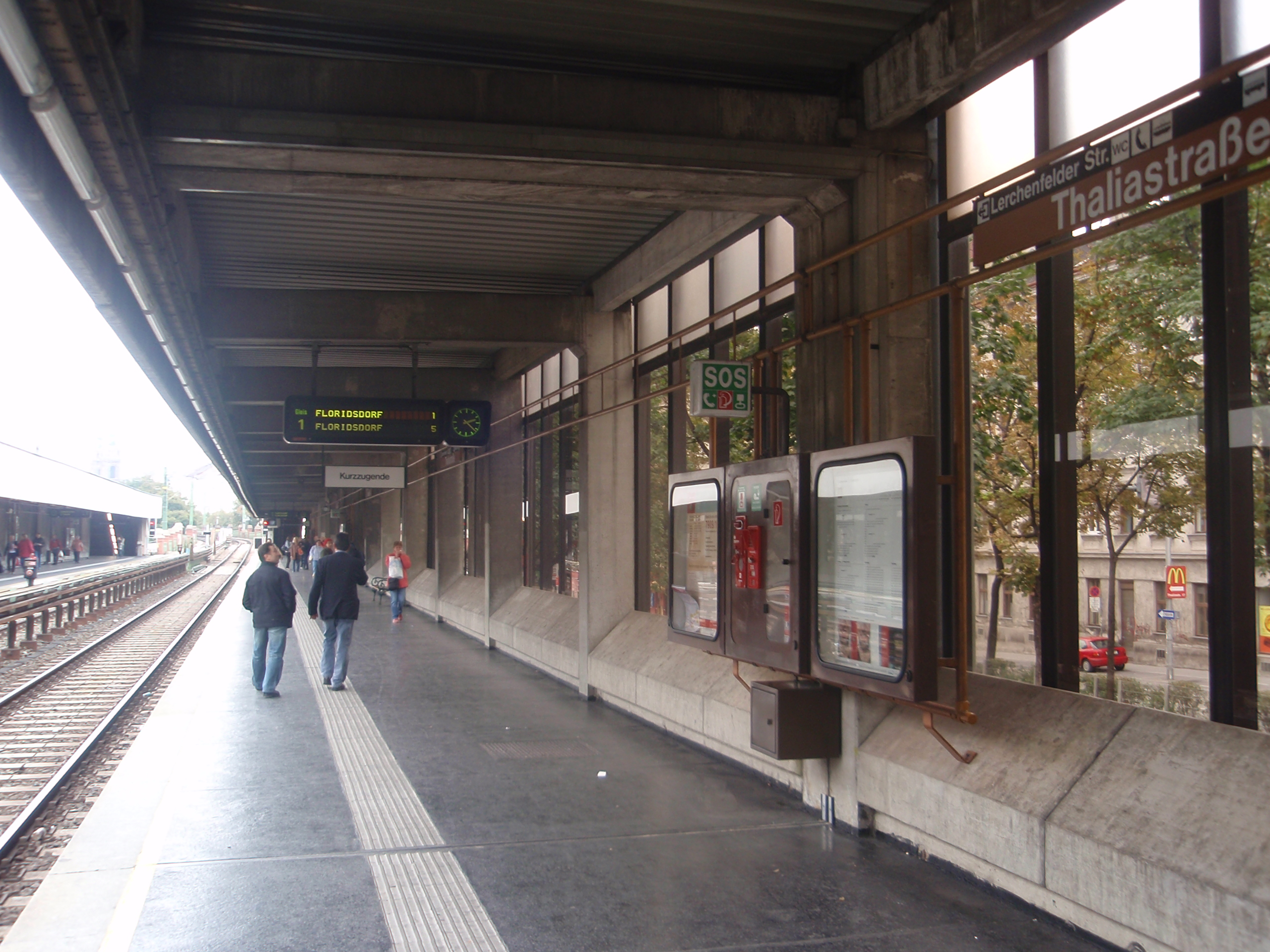
De sporen en perrons.
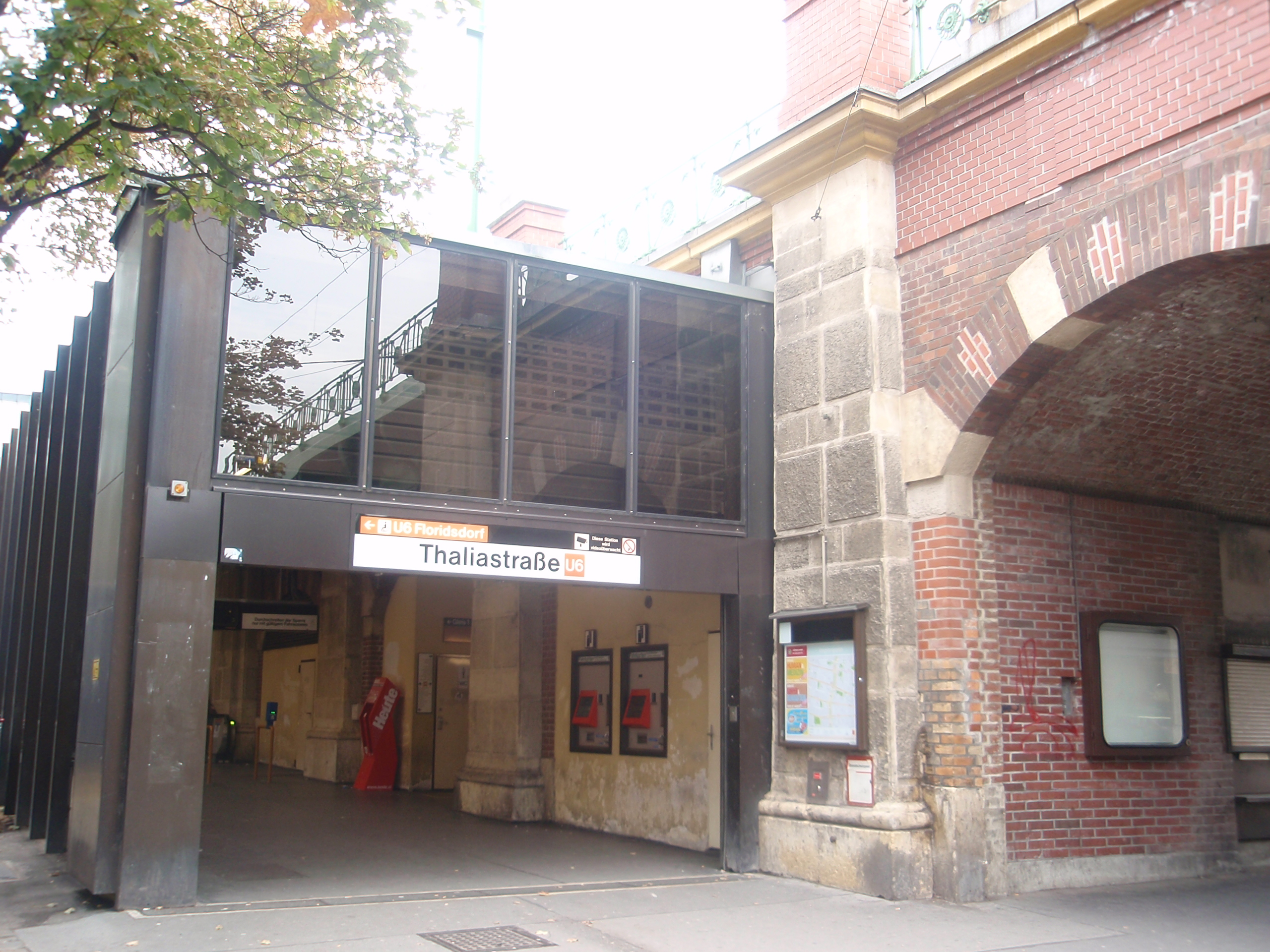
De noordelijke toegang.